# DJ 재지 제프 & 더 프레시 프린스
DJ 재지 제프 & 더 프레시 프린스(DJ Jazzy Jeff & The Fresh Prince)는 미국의 힙합 듀오이다. 기본적으로 재즈 제프가 DJ, 프레시 프린스(윌 스미스)가 랩과 작사를 담당하였다. 노래 Parents Just Don't Understand로 그래미상을 수상하였다.

## 디스코그래피
- Rock the House (1987)
- He's the DJ, I'm the Rapper (1988)
- And in This Corner... (1989)
- Homebase (1991)
- Code Red (1993)